# Hieracium haploum
Hieracium haploum es una especie de planta con flor del género Hieracium, de la familia Asteraceae, orden Asterales.

## Distribución
Hieracium haploum se distribuye por Islandia.

## Taxonomía
Fue descrita científicamente por Omang.
Tratamiento taxonómico
La especie aparece registrada y publicada en Skr. Norske Vidensk.-Akad. Oslo, Mat.-Naturvidensk. Kl.